# Hrabě Annesley

Erb hrabat Annesley

Hrabě Annesley z Castlewellanu je titul irské šlechty. Byl vytvořen 17. srpna 1789 pro Francise Annesley, 2. vikomta Glerawly. Tituly Baron Annesley a Vikomt Glerawly byly vytvořeny 20. září 1758 a 14. listopadu 1766 pro jeho otce Williama Annesleye který byl členem irského parlamentu pro Midleton. Annesley byl šestým synem Francise Annesley, který byl synem Francise Annesleye, 1. vikomta Valentia.

## Vikomté Glerawly
- William Annesley (1710–1770)
- Francis Annesley (1740–1802)

## Hrabata Annesley
- Pamětní deska na budově knihovny v Castlewellanu se jmény padlých v 1. světové válce, jako první je uveden Francis Annesley, 6. hrabě z AnnesleyFrancis Annesley (1740–1802)
- Richard Annesley (1745–1824)
- William Annesley (1772–1838)

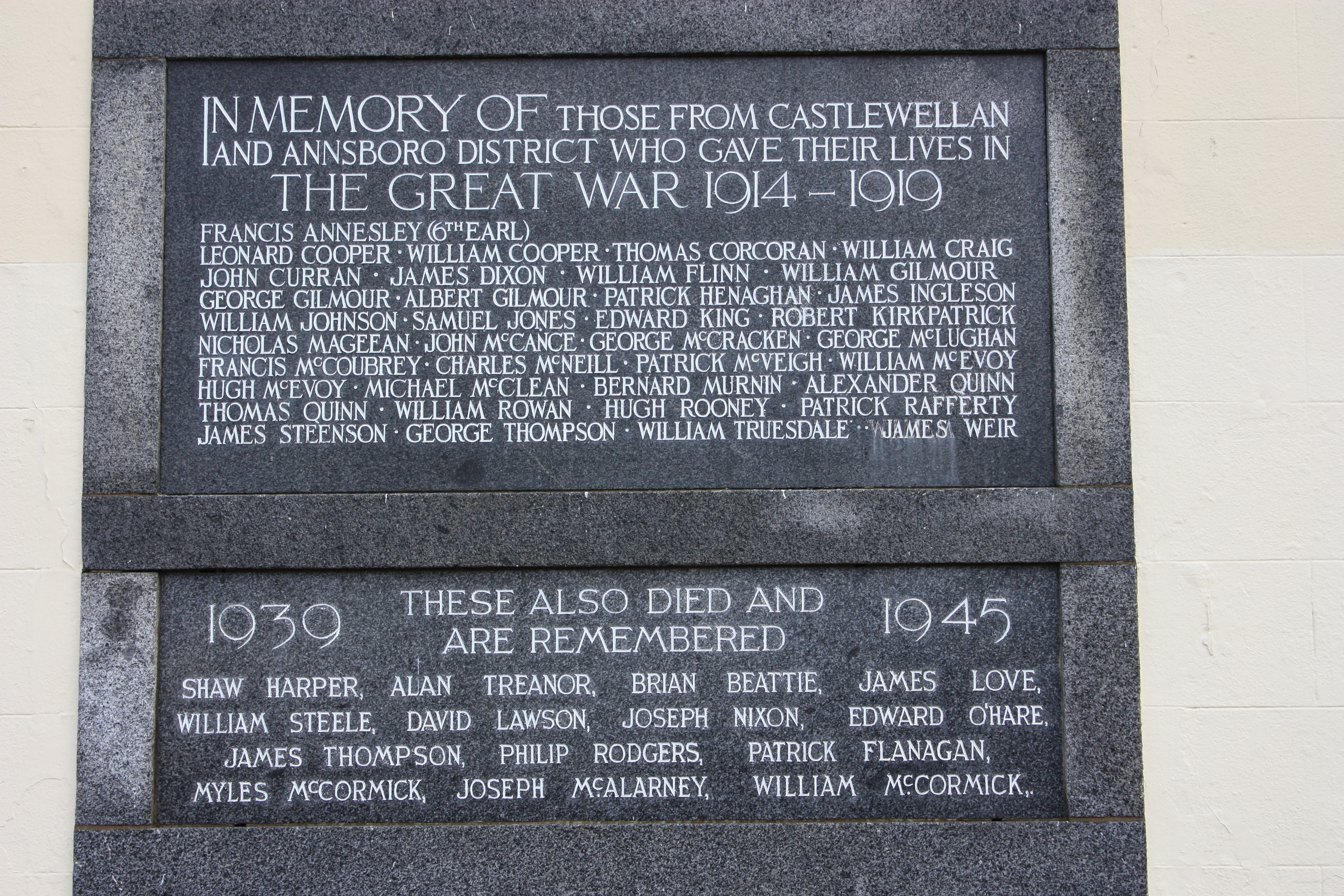
Pamětní deska na budově knihovny v Castlewellanu se jmény padlých v 1. světové válce, jako první je uveden Francis Annesley, 6. hrabě z Annesley

- William Richard Annesley (1830–1874)
- Hugh Annesley (1831–1908)
- Francis Annesley (1884–1914)
- Walter Beresford Annesley (1861–1934)
- Beresford Cecil Bingham Annesley (1894–1957)
- Robert Annesley (1900–1979)
- Patrick Annesley (1924–2001)
- Philip Harrison Annesley (1927–2011)
- Michael Robert Annesley (nar. 1933)

Současným dědicem je Michael Stephen Annesley, vikomt Glerawly (nar. 1957).
Jeho dědicem je Michael David Annesley (nar. 1984), který má syna Kenzie Michaela Annesley (nar. 2014)